# 楊倓
楊 倓（よう たん、603年 - 618年）は、中国の隋の煬帝の孫。元徳太子楊昭の子。燕王に立てられた。字は仁安。
楊昭と大劉良娣の間に生まれた。父の楊昭が早世した後、楊倓は聡明で顔かたちが美しかったので、煬帝は孫たちの中で最もかれを偏愛し、常にそばに置いていた。楊倓は読書を好み、儒学を重んじた。母の良娣は早くに亡くなり、楊倓は命日が来るたびに嗚咽して涙を流した。大業14年（618年）、宇文化及が煬帝を殺したとき、楊倓は事前に察知して煬帝に奏上しようとしたが、宮殿をつかさどる者に妨げられて、奏聞できなかった。間もなく宇文化及のために殺された。

## 伝記資料
- 『隋書』巻五十九 列伝第二十四「煬帝三男伝」
- 『北史』巻七十一 列伝第五十九「隋宗室諸王伝」